# A Horse with No Name
«A Horse with No Name» (с англ. — «Лошадь без имени») — песня, сочинённая английским музыкантом Дьюи Баннеллом и первоначально записанная фолк-рок-группой America для своего дебютного альбома. Это был первый и самый успешный сингл коллектива; выпущенная в конце 1971 года в Европе и начале 1972 года в Соединённых Штатах песня возглавила ведущий американский хит-парад Billboard Hot 100, а также чарты Финляндии и Канады. Помимо этого, она получила «золотую» сертификацию от Американской ассоциации звукозаписывающих компаний.

## Запись
Первоначально одноимённый дебютный альбом группы America был выпущен в Европе и в нём отсутствовала песня «A Horse with No Name». Он пользовался умеренным спросом у публики. Композиция «A Horse with No Name», на ранней стадии носившая название «Desert Song», была написана, когда группа гостила в домашней студии британского рок-музыканта Артура Брауна, расположенной близ города Паддлтаун в графстве Дорсет. Первые два демо были записаны там же музыкантами Джеффом Декстером и Деннисом Эллиотом с целью запечатлеть и передать ощущение жаркой, засушливой пустыни, которая была изображена на висящей в студии картине Сальвадора Дали, а также вид странной лошади, которая фигурировала на гравюре Маурица Эшера, расположенной там же. Автор песни, Дьюи Баннелл, также отмечал, что она была навеяна его воспоминаниями о детских путешествиях по пустыне в Аризоне и Нью-Мексико, когда его семья жила на военно-воздушной базе Ванденберг. По словам Баннелла, лошадь была «метафорой транспортного средства, на котором можно было сбежать от повседневной суеты в тихое, спокойное место».
Пытаясь подобрать песню, которая стала бы одинаково популярна как в Соединённых Штатах, так и в Европе, Warner Brothers с неохотой остановились на балладе Джерри Бекли «I Need You» в качестве первого сингла пластинки. Руководство лейбла поинтересовалось у группы, есть ли у них ещё какой-нибудь материал, после чего организовало для музыкантов запись ещё четырёх песен в лондонской студии Morgan Studios. В конце 1971 года «A Horse with No Name» была выпущена в качестве ведущей песни на трехдорожечном сингле в Великобритании, Ирландии, Франции, Италии и Нидерландах. Композиция разделила сторону «А» с песней «Everyone I Meet Is from California»; на стороне «Б» фигурировал трек «Sandman». В свою очередь, американская версия сингла, изданная в начале 1972 года, содержала би-сайд «Everyone I Meet Is from California», вместо песни «Sandman».
«A Horse with No Name» была записана при помощи дорийского лада «ми» с использованием следующих инструментов: баса, акустических гитар, ударной установки и барабанов бонго. Единственным другим аккордом, звучащим в песне, был «ре», сыгранный на нижних струнах «ми» и «соль», на втором ладу. На 12-струнной гитаре звучит дополнительный аккорд «фа мажор» (второй лад, верхняя струна «ми»), сменяемый «ми минором». Примечательной особенностью песни является скользящая басовая линия с хаммер-хуком в каждом припеве. Аранжировку венчает гитарное соло «водопадного» типа. Песня была спродюсированна Иэном Сэмуэллом в финальный день записи в студии Morgan Studios, хотя поначалу группа сочла её слишком банальной и сыграла её только после уговоров. Во время интервью журналу Acoustic Guitar (март 2007 года) Джерри Бекли подчеркнул, что гитарным строем песни был — D E D G B D, от низкой струны к высокой. Паттерн аккордов, который повторяется на протяжении всей песни: 202002 (ми минор), затем 020202 и 000202. Гитарный строй этой песни был уникальным; впоследствии группа больше не использовала его в своём творчестве.

## Отзывы
Несмотря на то, что песня была запрещена некоторыми американскими радиостанциями (к примеру, WHB) из-за предполагаемых завуалированных отсылок употребления героина, она добралась до первого места в американском чарте Billboard Hot 100, а сам альбом быстро достиг «платинового» статуса. Помимо этого, песня продемонстрировала высокие показатели в ряде европейских стран, где дебютировала раньше чем в США, достигнув 4-го места в Ирландии, 11-го в Нидерландах и 3-го в Великобритании (став единственным синглом группы попавшим в Топ-40 этой страны). Интерпретация наркотического подтекста песни возникла из-за жаргонного употребления слова «лошадь» в контексте, подразумевающем героин.
Сходство этой песни с некоторыми работами Нила Янга вызвало небольшие дискуссии в музыкальной среде. «Я знаю, что практически все, кто впервые слышит эту песню, предполагают что её поёт Нил», — отмечал Баннелл — «И я никогда до конца не отказывался от факта, что именно он вдохновил меня. Я думаю, это из-за схожести структуры песни [с Янговскими], и тона его голоса. В действительности было немного обидно, когда мы получили довольно резкую реакцию на эту песню. Но, я всегда списывал такое отношение на желание людей скорее защитить своих кумиров, нежели на попытки меня обхаять». По иронии судьбы именно «A Horse with No Name» сменила песню Янга «Heart of Gold» на первой строчке американского чарта.
Сингл был продан тиражом более 50 000 экземпляров в Австралии, получив «золотую» сертификацию в этой стране.
Песня подверглась критике за нелепые словосочетания в тексте, к примеру в ней есть строчки «the heat was hot» (рус. «жара была жаркой»); «there were plants, and birds, and rocks, and things» (рус. «там были растения, птицы, камни, и всё такое»); и «cause there ain’t no one for to give you no pain» (рус. «потому что нет никого, кто бы не причинял тебе боли»). В частности, автор-исполнитель Рэнди Ньюман заявил, что она звучит так, как будто «её главный герой думает, что принял кислоту».
Пенн Джиллет спросил группу напрямую, что они сами думают о строчке: «Там были растения, птицы, камни и всё такое» после шоу в Атлантик-Сити, где America выступала на разогреве у дуэта «Пенн и Теллер». По его словам, объяснение музыкантов заключалось в том, что они были обкурены марихуаной во время сочинения текста. Однако в интервью 2012 года Бекли оспорил эту историю, заявив: «Мне не кажется, что Дьюи был под кайфом».

## Участники записи
(Данные взяты с задней стороны обложки винилового издания альбома America 1972 года.)
America
- Дьюи Баннелл[англ.] — ведущий вокал, акустическая гитара
- Джерри Бекли[англ.] — двенадцатиструнная акустическая гитара, бэк-вокал
- Дэн Пик[англ.] — бас-гитара, бэк-вокал

Сессионные музыканты
- Рэй Купер — перкуссия
- Ким Хаворт — ударные

## В популярной культуре

### Саундтреки
- Песня звучит в британо-французском фильме «Экспресс в Марракеш»[англ.] 1998 года во время путешествия по марокканской пустыне.
- Песня фигурирует во втором эпизоде третьего сезона сериала «Во все тяжкие», «Caballo sin Nombre» (по-испански «Лошадь без имени»), где звучит по автомобильному радио, когда Уолтер Уайт едет по пустыне в начале серии, прежде чем его останавливают за вождение с треснувшим лобовым стеклом. В конце эпизода Уолтер поёт эту песню когда моется в душе.
- Помимо этого, композиция звучит в фильмах «Секта», «Поездка» и «Эйр Америка». Также она фигурирует в саундтреке к фильму «Афера по-американски» режиссёра Дэвида О. Рассела и в фильме «Славные парни».
- Песня звучит в эпизоде ситкома «Друзья» «The One with Joey’s Big Break», когда Джоуи проезжает через пустыню Мохаве по пути на съёмочную площадку в Лас-Вегасе[17].
- В эпизоде 4-го сезона сериала «Конь БоДжек» «The Old Sugarman Place» главный герой едет через пустыню под интерпретацию этой песни Патрика Карни и Мишель Бранч. Позже эта версия была включена в официальный саундтрек сериала[18].
- Также песня фигурирует в качестве одного из треков на вымышленной радиостанции K-DST в видеоигре Grand Theft Auto: San Andreas 2004 года.
- Песня звучит в самом начале американского фильма «Переводчик» 2023 года.

### Отсылки в творчестве других музыкантов
- Эта песня была одной из многих популярных композиций, спародированных в альбоме The Third Reich 'n Roll группы The Residents.
- 16 июля 2009 года песня Майкла Джексона «A Place with No Name» была выпущена посмертно в качестве 25-секундного фрагмента. Этот фрагмент очень напоминает «A Horse with No Name». Джим Мори, бывший менеджер Джексона и группы America, заявил, что «Музыканты коллектива были польщены тем, что Майкл решил исполнить их песню, и они надеются, что она станет доступной для всех поклонников артиста». Полная версия песни была издана вместе с оригинальной записью Майкла Джексона (1998 года) в его посмертном альбоме Xscape 2014 года.
- Песня была семплирована американским музыкантом Майло[англ.] для его композиции «Geometry and Theology» из альбома Cavalcade, в котором каждый трек содержал семплы из песен группы America.
- Одноименный трек на виниловой пластинке в исполнении испанского органиста Мигеля Рамоса на Органе Хаммонд. Издательство: СССР, Всесоюзная студия грампластинок «Мелодия», 1976 год.

## Чарты и сертификация
| Чарт (1971—1972)                  | Высшая позиция |
| --------------------------------- | -------------- |
| Australia (Kent Music Report)     | 2              |
| Бельгия/Фландрия (Ultratop 50)    | 29             |
| Canada (RPM)                      | 1              |
| Франция (SNEP)                    | 17             |
| Finland (Suomen virallinen lista) | 1              |
| Ireland (IRMA)                    | 4              |
| Нидерланды (Single Top 100)       | 12             |
| Netherlands (Dutch Top 40)        | 11             |
| Испания (PROMUSICAE)              | 27             |
| Великобритания (OCC UK Singles)   | 3              |
| США (Billboard Hot 100)           | 1              |
| US Easy Listening (Billboard)     | 3              |
| US Cash Box Top 100               | 1              |
| US Record World Singles Chart     | 1              |

| Чарт (1958—2018)     | Позиция |
| -------------------- | ------- |
| US Billboard Hot 100 | 549     |

| Регион | Сертификация | Продажи    |
| --- | ------------ | ---------- |
| Италия (FIMI) | Золотой      | 25 000     |
| Великобритания (BPI) | Золотой      | 400 000    |
| США (RIAA) | Золотой      | 1 000 000^ |
| ^ Данные о тиражах приведены только на основе сертификации. · Данные о продажах + прослушиваниях приведены только на основе сертификации. |              |            |